# Jerome Kersey
Pour les articles homonymes, voir Kersey.
Jerome Kersey, né le 26 juin 1962 à Clarksville en Virginie et mort le 18 février 2015, est un joueur américain de basket-ball en NBA. Il a également été entraîneur de plusieurs franchises de la NBA.

## Biographie
Kersey évolue à Longwood College, une école alors en Division II NCAA, où il détient les records de points, de rebonds, d'interceptions et de contres.
Provenant d'une école peu cotée, Kersey est sélectionné au 2e tour de la draft 1984 (46e rang) par les Trail Blazers de Portland. Il progresse saison après saison, devenant titulaire lors de sa troisième saison, terminant même deuxième lors du Slam Dunk Contest derrière Michael Jordan en 1987, concours auquel il participera à quatre reprises.
La saison 1987-1988 est sa meilleure saison statistique (19,2 points et 8,3 rebonds). Il devient titulaire de la fameuse équipe de Portland, composé de Clyde Drexler, Terry Porter, Buck Williams et Kevin Duckworth qui participe à deux reprises aux Finales NBA (en 1990 et 1992). Cependant, Clifford Robinson le domine et son temps de jeu diminue.
En 1995, Portland possède trop d'ailiers et Kersey n'est pas protégé lors de la draft d'expansion. Il est alors sélectionné par les Raptors de Toronto, mais ceux-ci l'écartent avant le début de la saison 1995-1996. Il rejoint alors les Warriors de Golden State, où il dispute 58 matchs. À la fin de la saison, il est agent libre et rejoint les Lakers de Los Angeles, où il connait son année la plus intense du point de vue du temps de jeu. La saison suivante, il rejoint sa 4e équipe en 4 ans, mais des blessures ne lui permettent pas de jouer lors de cette saison avec les SuperSonics de Seattle.
Lors de la saison du lockout en 1999, il rejoint les Spurs de San Antonio, apportant son expérience lors de l'année du premier titre des Spurs. Il demeure une saison supplémentaire avec eux, avant de disputer une dernière saison avec les Bucks de Milwaukee, prenant sa retraite à l'issue de la saison 2000-2001.
Depuis la fin de sa carrière en 2001, Kersey est devenu entraîneur de nombreuses équipes. Lors de la saison 2003-2004, Kersey est engagé par les Trail Blazers pour devenir director of Player Programs. Après une saison à ce poste, Kersey devient entraîneur assistant aux Bucks de Milwaukee, sous les ordres de son ancien coéquipier Terry Porter. Il demeure aux Bucks une année, mais il est écarté l'année suivante. Kersey a depuis déclaré qu'il ne retournerait pas en NBA, les joueurs NBA de l'époque actuelle n'acceptant pas les critiques constructives[réf. souhaitée].

## Pour approfondir
- Liste des joueurs en NBA ayant joué plus de 1 000 matchs en carrière.